# 101 California Street
101 California Street je mrakodrap v centru kalifornského města San Francisco. Má 48 pater a výšku 183 metrů, je tak společně s budovou 50 Fremont Center 10. nejvyšší mrakodrap ve městě. Stavba probíhala v letech 1979–1982 a za designem budovy stojí firmy Eli Attia Architects a Johnson Burgee. Hlavním architektem budovy byl Philip Johnson. V budově se nachází kancelářské prostory, které obsluhuje celkem 32 výtahů. Budova se nachází na ulici California, siusedními ulicemi jsou pak Davis, Front a Pine Street. V budově se nachází park s terasovitými záhony. Ten je věnován obětem masakru v roce 1993. Architekturou je podobný mrakodrapu 101 Park Avenue v New Yorku.

## Využití
Ve většině mrakorapu nalezneme kanceláře. Náměstsí uvnitř budovy je vyhledávané jako klidné místo s posezením. Na tomto náměstí se nachází restaurace celosvětové úrovně. Na náměstí se konají koncerty. V budově se nachází dvě lobby - severní a jižní. Severní lobby nabízí sedmipodlažní prosklené prostory, v jižním bude kavárna. V mrakodrapu se nachází pobočka American Bank s bankomatem, dále pak kavárna a cukrárna. V podzemí se nacházejí rozsáhlé garáže a místo pro parkování kol. garáže jsou vybaveny nabíječkami pro elektromobily.

## Kulturní využití
Na 101 Californa Street se konají koncerty i sezonní akce. V severním lobby jsou vystavována umělecká díla, která lze zdarma vidět i z veřejných prostor.

## Turistika
Budova je turisticky vyhledávaná kvůli kultuře, ale i kvůli výhledům, které jsou z mrakodrapu, který je umístěn v úplném centru města originální. U budovy se nachází zastávky taxi a tramvají. Mnoho turistů tato místa využívá jako počáteční bod cesty do finanční a kulturní čtvrti San Franciska. V nejbližším okolí stavby nalezneme restaurace, jotely a zábavní podniky. Jen dva bloky odsud se nachází Embarcadera a Ferry building.

## Masakr v roce 1993
Gian Luigi Ferri, nespokojený klient advokátní kanceláře Pettit & Martin, vstoupil dne 1. července 1993 do jejich kanceláře ve 34. patře a zabil osm lidí, dalších šest zranil a nakonec zastřelil sám sebe.